# Entombed (Atari 2600)
Entombed — игра для Atari 2600, разработанная Томом Слопером и написанная Стивеном Сидли. Она была выпущена в 1982 году компанией U.S. Games. В Entombed игрок перемещается по лабиринту и избегает врагов. Запутанный алгоритм создания лабиринта Entombed привлёк внимание учёных.

## Геймплей
Игрок движется вниз через лабиринт с непрерывной вертикальной прокруткой и вертикальной симметрией, пытаясь пройти как можно дальше, избегая при этом врагов, движущихся по экрану. Если игрок контактирует с монстром, он умирает, и игра оканчивается. Лабиринт будет постоянно прокручиваться вверх, и хотя игрок может двигаться в любом направлении, это действие прокрутки может привести к тому, что игрок застрянет в тупике. Если позиция игрока прокручивается за пределы экрана, то игра также оканчивается. Игрок может собрать предмет под названием «make-break», представленный большой точкой, который может удалить пространство на стене и позволить игроку выйти из тупика.  В режиме для двух игроков оба игрока находятся в лабиринте одновременно.

## Наследие

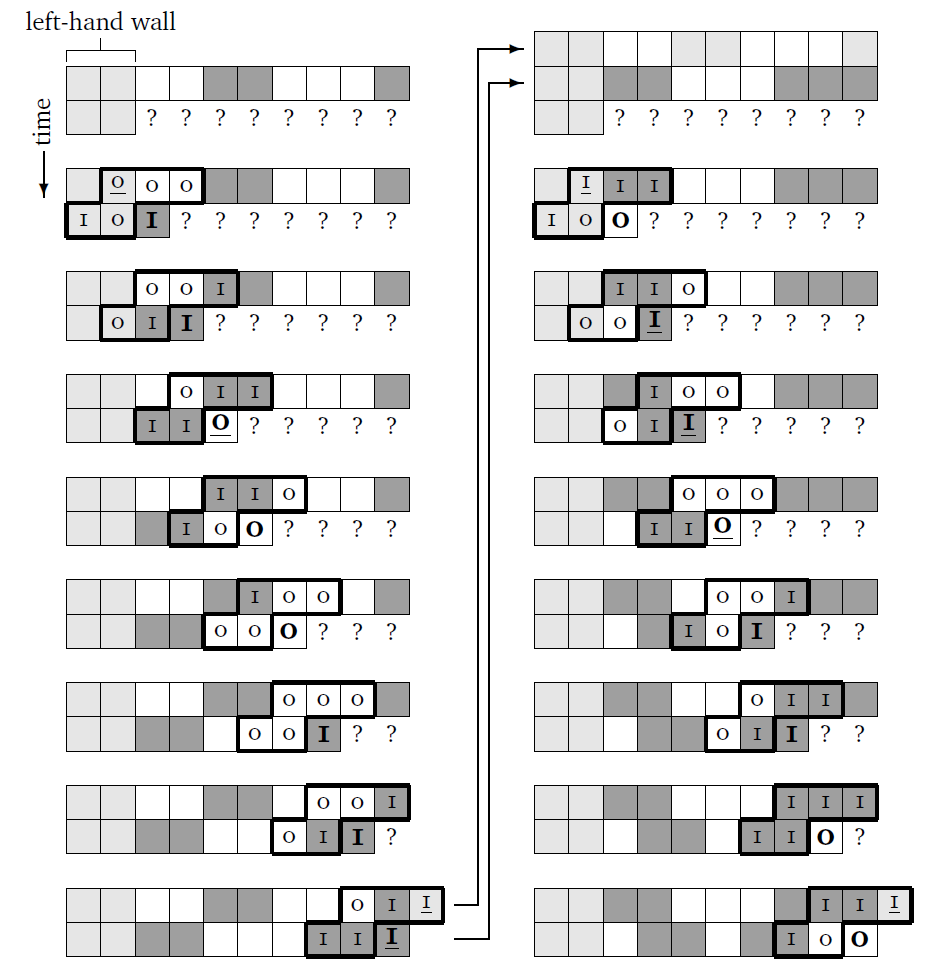
Представление схемы генерации лабиринта для двух рядов типичного лабиринта из Entombed. Алгоритм использует пять соседних квадратов (жирный контур), которые либо открыты (белый), либо закрыты (серый), чтобы генерировать состояние следующего квадрата (жирный 0 или 1) полуслучайным образом.

Механика создания лабиринтов Entombed была предметом академических исследований и легенд, поскольку сами данные лабиринта, если они хранились напрямую, были слишком большими, чтобы соответствовать аппаратным ограничениям консоли, даже с лево-правой симметрией лабиринтов. Исследователи оценили ПЗУ игры и обнаружили, что лабиринты генерировались игрой «на лету», используя состояние пяти соседних квадратов уже сгенерированного лабиринта (настенного или открытого), чтобы определить следующую часть лабиринта с помощью таблицы поиска, включая потенциально случайное состояние. Иногда таблица генерирует лабиринты, которые были бы неразрешимы без элемента «make-break». В ответ на вопросы исследователей Сидли, писавший код игры, сказал, что алгоритм придумал другой неназванный программист, но сам Сидли не смог понять, почему он работает. Насчёт этого программиста Сидли сказал следующее: «Он сказал мне, что это случилось с ним, когда он был пьян, и его вырубило». Более поздние исследования, однако, предполагают, что, хотя первоначальный программист и его коллега-математик действительно разработали алгоритм в баре, они, возможно, предложили или поощряли историю о пьяном отключении, просто чтобы избежать необходимости объяснять или передавать права интеллектуальной собственности для алгоритма. В документе 2021 года описан алгоритм создания этой таблицы поиска и обобщение для трёхмерных лабиринтов. Публикация 2022 года, написанная в соавторстве с Полом Алленом Ньюэллом, непосредственным участником разработки игры, приблизилась к разрешению споров о тайнах алгоритма лабиринта.